# Sylwia Chutnik

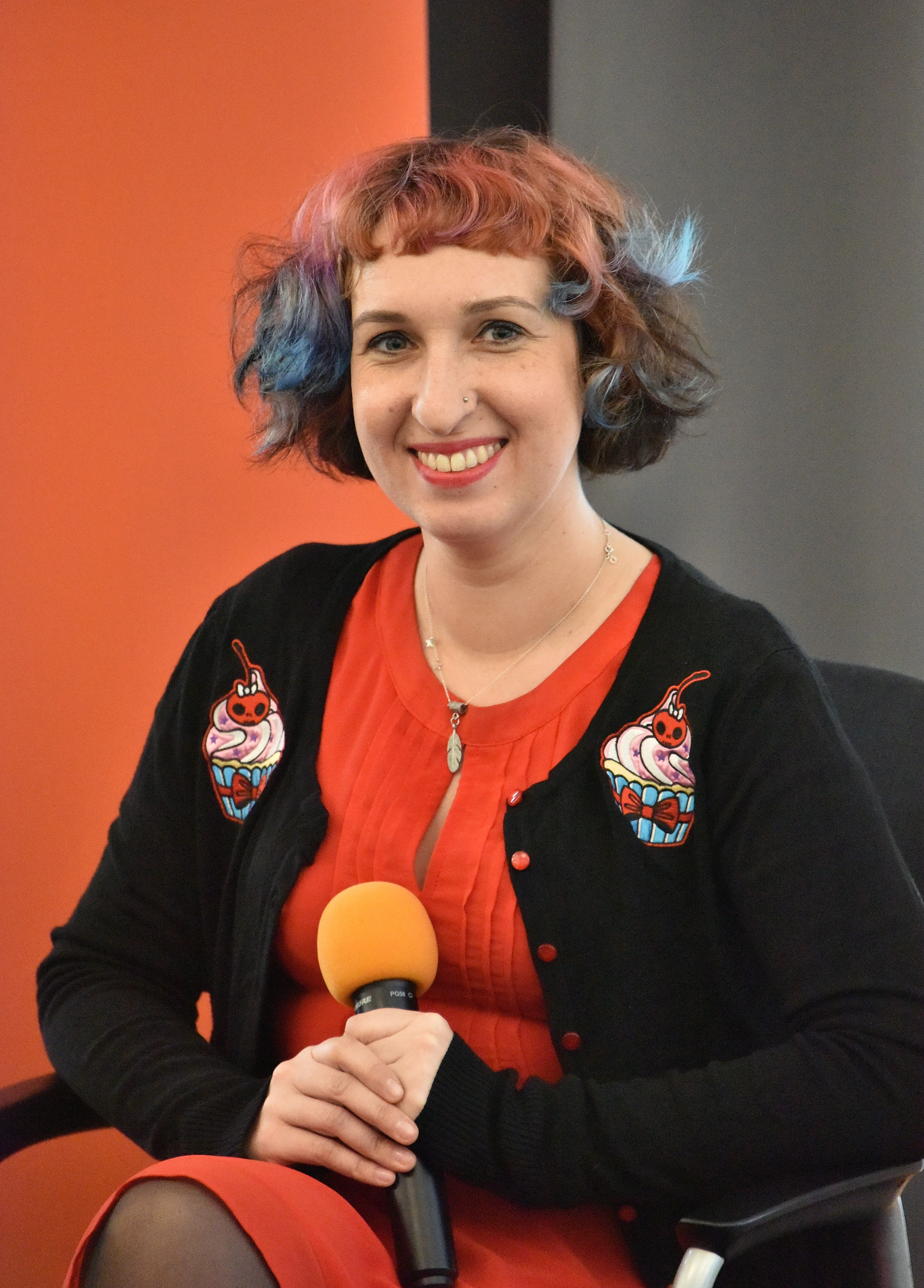
Sylwia Chutnik (2017)

Sylwia Chutnik (geboren 1979  in Warschau) ist eine polnische Schriftstellerin und Publizistin.

## Leben
Sylwia Chutnik studierte in Warschau Kulturwissenschaften und Gender Studies. Nachdem sie 2002 ein Kind bekommen hatte, gehörte sie 2006 zu den Gründerinnen der Stiftung Fundacja MaMa, die sich aus feministischer Sicht für Rechte der Mütter in Polen einsetzt. Sie erhielt 2009 den „Ashoka Online-Nobel.“
Chutniks Roman Weibskram wurde 2008 mit dem Paszport Polityki ausgezeichnet und er landete 2009 auf der Nominierungsliste des polnischen Literaturpreises Nike.

## Werke (Auswahl)
- Kieszonkowy atlas kobiet. Roman, 2008 ("Taschenfrauenatlas")
  - Weibskram. Übersetzung Antje Ritter-Jasińska. Berlin : Vliegen Verlag, 2011
- Dzidzia, 2009
- Warszawa kobiet = Warsaw of women, 2011
- Muranooo, ein Theaterstück. Warsaw, 2012
- Cwaniary, 2012